# 데이너 스터블필드
데이너 스터블필드(Dana Stubblefield, 1970년 11월 14일 ~ )는 미국의 배우이다.

## 영화
- 레인디어 게임 (2000년)